# Oberweimar (przystanek kolejowy)
Oberweimar (niem. Bahnhof Oberweimar) – przystanek kolejowy w Weimarze, w kraju związkowym Turyngia, w Niemczech. Znajduje się na linii Weimar – Gera w dzielnicy Oberweimar. Według DB Station&Service ma kategorię 7. 

## Linie kolejowe
- Linia Weimar – Gera